# Bouroum
The Bouroum là một tổng thuộc tỉnh Namentenga tại phía bắc Burkina Faso. Thủ phủ là thị xã Bouroum. Dân số năm 2006 là 46.406 người.

## Các thị xã và làng xã
- Bouroum (thị xã) (thủ phủ)

Barao, Barga Mossi, Barga Peulh, Bellogo, Bondbila, Damkarko, Daogo, Ibangfo, Kalamba, Kinessoumdi, Kougroussoukou, Koulhoko, Lagbilin, Lamlamöne, Loumpini, Ouayalgué, Ourfare, Retkoulga, Silmague e Toubaïri.